# Agaton (biskup koptyjski)
Agaton (ur. 12 listopada 1955) – duchowny Koptyjskiego Kościoła Ortodoksyjnego, od 2006 biskup São Paulo.

## Życiorys
Święcenia kapłańskie przyjął 10 czerwca 1993. Sakrę biskupią otrzymał 11 czerwca 2006.